# Jezioro Długie (Pojezierze Ińskie)
Jezioro Długie – jezioro na Pojezierzu Ińskim, położone w gminie Ińsko, w powiecie stargardzkim, w woj. zachodniopomorskim.

## Charakterystyka
Jezioro Długie znajduje się na wschodnim krańcu (w cyplu) Ińskiego Parku Krajobrazowego. Na zachód od jeziora leży miasto Ińsko oraz jezioro Ińsko. Na wschód od Jeziora Długiego znajdują się dwa mniejsze jeziora Kiełpino Małe oraz Kiełpino Duże.

## Dane morfometryczne
Według danych gminy Ińsko powierzchnia zbiornika wynosi 52,2 ha, jednak inne źródło podaje 46,14 ha. Maksymalna głębokość zbiornika to 11,4 m.

## Przyroda
Zachodni fragment jeziora jest terenem występowania szczególnych w skali Pojezierza Ińskiego koncentracji płazów, a wody jeziora są także siedliskiem ptaków wodno-błotnych. Jezioro Długie znajduje się w korytarzu ekologicznym, łączącym kompleksy leśne sandru rzeki Drawy z Pojezierzem Ińskim.
Według danych gminy w typologii rybackiej Jezioro Długie jest jeziorem sandaczowym, jednak według danych Regionalnego Zarządu Gospodarki Wodnej jest to jezioro typu linowo-szczupakowego. Dominuje tu płoć, a gatunkami towarzyszącymi są leszcz i sandacz.